# Jean-Paul de Gua de Malves

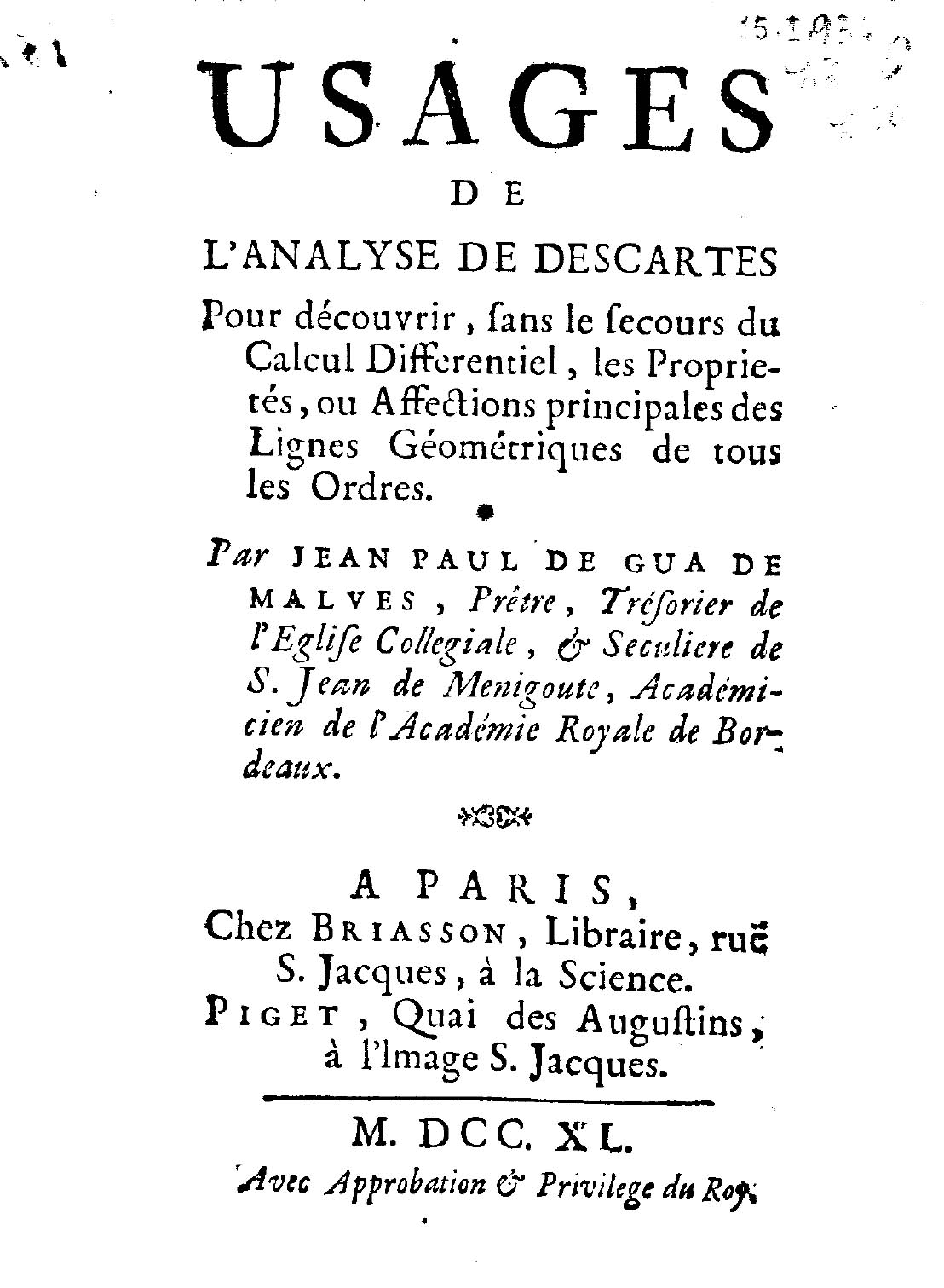
Usages de l'analyse de Descartes, 1740

Jean Paul de Gua de Malves (Carcassonne, 1713 – Parigi, 2 giugno 1785) è stato un abate, matematico ed economista francese.

## Biografia
Si impose all'attenzione del mondo scientifico quale autore, nel 1740, di un'opera sulla geometria analitica nella quale erano studiati - senza l'aiuto del calcolo differenziale - enti quali le tangenti, gli asintoti ed i vari punti singolari di una curva.
Sempre nello stesso campo, dimostrò il comportamento dei punti di discontinuità di una proiezione conica. Fornì inoltre la dimostrazione della Regola dei segni di Cartesio nella sua forma più comunemente descritta nei testi moderni. A questo proposito va notato come non sia neanche definitivamente provato che Cartesio abbia elaborato una vera e propria dimostrazione e pare che Isaac Newton la desse semplicemente per scontata.
Gua de Malves era pienamente introdotto nell'ambiente dei filosofi francesi durante l'ultimo periodo dell'Ancien Régime e fu uno dei primi scienziati coinvolti nella compilazione dell'Encyclopédie, della quale fu coordinatore principale dal 1745 al 1747, quando il suo posto fu preso da Denis Diderot.
Secondo Nicolas de Condorcet, fu proprio l'abate a reclutare nel progetto di sviluppo dell'Encyclopédie tanto Diderot quanto Jean le Rond d'Alembert. Sebbene, soprattutto relativamente al primo, la circostanza dell'introduzione al progetto da parte di Gua de Malves non sia stata definitivamente provata, è in ogni caso accertato che il nome di D'Alembert non appare nei libri paga dei finanziatori dell'impresa prima del dicembre 1746 e che quello di Diderot risulta presente solo a partire da poche settimane dopo. Lo stesso Diderot prese il posto di coordinamento del progetto detenuto sino ad allora da Gua de Malves il 16 ottobre 1747. Gua de Malves morì a Parigi nel 1785.

## Opere
- (FR) Jean Paul de Gua de Malves, Usages de l'analyse de Descartes pour découvrir, sans le secours du calcul differentiel, les proprietés, ou affections principales des lignes géométriques de tous les ordres, A Paris, Antoine-Claude Briasson, Pierre Piget, 1740. URL consultato il 13 giugno 2015.